# ロイ・ビーン (映画)
『ロイ・ビーン』（原題：The Life and Times of Judge Roy Bean）は、1972年のアメリカ合衆国の西部劇映画。監督はジョン・ヒューストン、出演はポール・ニューマンとロディ・マクドウォールなど。
19世紀末のテキサス州バルベルデ郡に実在した治安判事ロイ・ビーン（1825年-1903年）の生涯を描いている。
ポール・ニューマンは後年、本作を振り返って、「撮影は本当に楽しかったし、映画の出来も4分の3は古典と言って良いほどの出来だと思う。しかし、監督も含め皆、この素敵な映画をどう終わらせれば良いのかわからなかった」と語っている。

## ストーリー
1890年のテキサス州・ペコス川の西岸地域には法律も正義もなく、暴力と無秩序が支配していた。ある日、1人の流れ者が悪党どもの追いはぎに遭う。彼は我に帰った時、心配そうに彼の顔をのぞき込んでいたメキシコ人の少女から拳銃を借りると、悪党どもがたむろする酒場へとって返し、見事な拳銃さばきで全員を倒す。
流れ者は“判事のロイ・ビーン”と名乗って町に住み着く。彼が改造した酒場は法廷を兼ね、壁にはお気に入りの女優、リリー・ラングトリーのポスターを張り付け、5人の助手を雇い入れ、実業家としても大成し、町は栄えていく。中国人殺しのケチな悪党から奇妙な殺し屋まで一切容赦せず絞首刑に処し”殺し屋判事”と異名をとる。そんなビーンの生活にも時として静かな時間が流れる事があった。最初に彼を助けてくれたメキシコの少女マリーと暮れなずむテキサスの荒野を散策する時、悪名高き”殺し屋判事ロイ・ビーン”はそこにはいない。通りすがりの山男からもらった大きな熊が彼の友人兼ボディガードになる。
ある日、弁護士のガスと名乗る男が町にやって来て、ビーンが土地を不法占拠していると抗議する。ビーンは取り合わずガスを熊の檻に閉じ込める。その後、ビーンは弁護士としての利用価値を見出し、ガスはそのまま町に住み着き、弁護士事務所を開いてビーンの片棒を担がされるようになる。ある夜、酒場に殺し屋が忍び込み、熊と相打ちになってどちらも死ぬ。銃声に集まって来た町民の中にガスの顔もあったが、ビーンが無事なのを知るとそそくさと帰っていく。
ビーンの周辺は急に忙しくなる。マリーが妊娠し、リリー・ラングトリーがサン・アントニオに巡業にやって来たのだ。ビーンは身重のマリーに励まされ通信販売のタキシードを着込んでリリーに会いに出かける。だが切符は売り切れ、楽屋に入れてやるという男に騙され無一文にされる。虚しく町に帰ったビーンはマリーの臨終に立ち会わねばならなくなる。隣町から呼んだ医者が飲んだくれて間に合わなかったのである。怒り狂ったビーンは自ら医者を絞首台に運ぶ。その時ガスが現れ、留守の間に町長に選ばれたこと、もう勝手な判決は認めないことを告げる。ビーンは馬に飛び乗ると、わき目もふれず町を出て行く。
20年後、マリーの忘れ形見ローズはバーテンダーのテクターに引き取られ、美しく逞しい女性に成長していた。一方、ガスは石油王となり、町は一段と栄えていた。そんなある日、彼女は突然町にやって来た父親と名乗る老人と出会う。ローズとテクターを追い出して町を独り占めしようとしているガスを倒そうと、ビーンはかつての仲間たちとともに町中に火を放つ。焼け落ちる町の中で、ローズが父ロイ・ビーンを見たのはその日が最初で最後となる。そして焼け落ちた町はビーンが初めて現れた当時の寂れた町に戻る。
しばらくして、列車に乗ってリリー・ラングトリーが町にやってくる。かつての酒場はロイ・ビーン博物館となり、テクターはその管理人となっていた。また、ビーンは既に亡くなっており、ローズは昨年結婚して町を出ていた。リリーはテクターからビーンについて話を聞く。そしてビーンが彼女に遺した最後の手紙を読む。

## キャスト
| 役名                                        | 俳優                         | 日本語吹替                                                       |
| 役名                                        | 俳優                         | フジテレビ版                                                     |
| ------------------------------------------- | ---------------------------- | ---------------------------------------------------------------- |
| ロイ・ビーン                                | ポール・ニューマン           | 羽佐間道夫                                                       |
| フランク・ガス （弁護士）                   | ロディ・マクドウォール       | 山田康雄                                                         |
| テクター・クライツ （バーテンダー）         | ネッド・ビーティ             | 富田耕生                                                         |
| ローズ・ビーン （ロイとマリーの娘）         | ジャクリーン・ビセット       | 鈴木弘子                                                         |
| リリー・ラングトリー （ロイが崇拝する女優） | エヴァ・ガードナー           | 来宮良子                                                         |
| バッド・ボブ （無法者）                     | ステイシー・キーチ           | 内海賢二                                                         |
| マリー・エレーナ （ロイを救った女性）       | ヴィクトリア・プリンシパル   | 山田栄子                                                         |
| グリズリー・アダムズ （マウンテンマン）     | ジョン・ヒューストン         | 上田敏也                                                         |
| ビッグ・バート・ジャクソン （保安官）       | ジム・バーク                 | 阪脩                                                             |
| ニック・ザ・グラブ （保安官）               | マット・クラーク             | 野本礼三                                                         |
| フェルメル・パーリー （保安官）             | ビル・マッキーニー           | 兼本新吾                                                         |
| ホアハウス・ラッキー・ジム （保安官）       | スティーブ・カナリー         | 柳沢純男                                                         |
| オペラハウスの詐欺師                        | アンソニー・ザーブ           | 肝付兼太                                                         |
| サム・ドッド （強盗殺人犯）                 | タブ・ハンター               |                                                                  |
| ラサール牧師                                | アンソニー・パーキンス       |                                                                  |
| 無法者たちの1人                             | リチャード・ファーンズワース |                                                                  |
| ローズの夫                                  | マイケル・サラザン           |                                                                  |
| 不明 その他                                 | -                            | 西川幾雄 小比類巻孝一 宮村義人 山本敏之 江本はつみ 芝夏美 酒井環 |
|                                             |                              |                                                                  |
| 演出                                        | 演出                         | 小林守夫                                                         |
| 翻訳                                        | 翻訳                         | 飯嶋永昭                                                         |
| 効果                                        | 効果                         | 遠藤堯雄                                                         |
| 調整                                        | 調整                         | 平野富夫                                                         |
| 制作                                        | 制作                         | 東北新社                                                         |
| 解説                                        | 解説                         | 高島忠夫                                                         |
| 初回放送                                    | 初回放送                     | 1981年2月20日 『ゴールデン洋画劇場』                             |

## 映画賞
| 賞                         | 部門       | 対象者                                                                                     | 結果       | 出典  |
| -------------------------- | ---------- | ------------------------------------------------------------------------------------------ | ---------- | ----- |
| 第45回アカデミー賞         | 歌曲賞     | 「Marmalade, Molasses & Honey」 作曲：モーリス・ジャール 作詞：アラン&マリリン・バーグマン | ノミネート | [ 2 ] |
| 第30回ゴールデングローブ賞 | 主題歌賞   | 「Marmalade, Molasses & Honey」 作曲：モーリス・ジャール 作詞：アラン&マリリン・バーグマン | ノミネート | [ 3 ] |
| 第30回ゴールデングローブ賞 | 新人女優賞 | ヴィクトリア・プリンシパル                                                                 | ノミネート | [ 3 ] |